# Валари
Ва́лари, в інших перекладах ва́лар (англ. Valar, з квенья — «сили», «стихії»), однина ва́ла, ва́лар (Vala) — раса у легендаріумі Джона Роналда Руела Толкіна — частина айнурів, що зійшли із Чертогів Лихоліття до Еа, щоб управляти нею та стати її стихіями, при цьому більшість айнурів залишилися в Чертогах Лихоліття. Відповідають християнським архангелам та міфічним богам.
«Валар» буквально значить «Сили» або «Стихії», а більш точно «Власті». Якщо вони ввійшли у вже створений світ, то не можуть залишити його, поки він існує. Валар бачили світ, як тільки він створювався, його аннали, але не знають його майбутнього у пізніх епохах, коли починають діяти Діти Ілуватара (люди та ельфи), і в ці епохи в долю Арди не втручаються.
Валари не можуть самі створювати розумні народи. Спроба Ауле Коваля, наприклад, створити власний народ гномів була невдалою, тільки після втручання Еру Ілуватара гноми змогли жити самостійно.

## Взаємовідносини між валарами
Існує сім Володарів Валар і сім Володарок Валіер. Менш значимі духи входять в свиту того чи іншого Володаря і представляють той чи інший аспект його стихії або ж стихію, залежну від нього, і називаються маярами. Попри те, що всі вони створені Ілуватаром (теоретично, що вони практино всі між собою родичі), серед Валар існують шлюби.
Про дітонародження серед Валар згадується лише у ранніх текстах (зокрема у «Книзі Втрачених сказань»), у більш пізніх версіях автор відмовляється від цієї ідеї, тому «шлюб» і «родство» сприймаються лише у духовному сенсі, крім відносин Меліан (однієї з майар), котра була дружиною ельфа Тінгола і народила дочку Лютіен.
Валар і майар мали змогу приймати тілесну видиму подобу за бажанням, стаючи (в залежності від свого характеру) «жінкою» або «чоловіком».
Частіше за все приймали антропоморфну подобу.

## Список Валар

### Володарі Валар
Вісім головних валарів називаються «аратарами» (Aratar) — «піднесені, підвищені» на квенья. До них відносять Манве, Варду, Улмо, Яванну, Ауле, Мандоса, Нієнну й Ороме. Мандос і Лорієн є братами й знані як «феантурі» (Fëanturi) — «Господарі Душ (Духів)».

#### Манве Сулімо
Манве (Manwë) — Верховний король Арди та валар. Найближчий до Еру Іловатара. У перекладі із квенья «благословенний». Брат Мелькора і чоловік Варди. Стихія Манве — повітря, вітер та хмари, також управляє птахами. Заступник поетів, його жезл витесаний із сапфіру. Гігантські орли (на чолі з Торондором) перебувають у нього на службі.

#### Улмо
Владика води, Морський Король. Чертоги Улмо називаються Улмонан, але він не живе там довго. Він мандрує по землі і під землею. Рідше приймає антропоморфний вигляд, ніж інші Айнур. Із Манве він був в тісній дружбі ще до створення Валінора. За могутності Улмо поступається тільки Манве і Мелькор (Моргот).

#### Ауле
Коваль, владика земної тверді та усього, з чого створена земля. Дружиною Ауле є Йаванна. Під час створення Арди, Ауле переважно займався формуванням континентів і гір. Як найвправніший з Валар він також створив ланцюга, в який був закутий Мелькор і кораблі Сонця і Місяця.
Ауле навіть створив свою власну расу — гномів, що успадкували від нього любов до металу і каменю. Він навіть придумав для них мову, проте його творіння не мали своєї волі і були не більше ніж ляльками в руках ляльковода. Дізнавшись про все, Еру Ілуватар закликав Ауле відповісти за діло рук своїх і назвав гномів насмішкою над його творіннями. Ауле, розкаявшись, заніс молот над своїми «дітьми» (Сім Праотців гномів), але Ілуватарові сподобалася ця покірність, і він зупинив Ауле, показавши, що гноми знайшли свою волю і стали частиною Арди. Ауле запропонував новонароджених гномів Ілуватару, і той погодився взяти їх як прийомних дітей, назвавши їх плодом не своєї думки, але своєї поблажливості. Проте, за волею Еру гноми повинні були спати до того часу, поки в Арді не прокинутися ельфи — Старші Діти Ілуватара.

#### Ороме
Його ім'я в перекладі з квенья «Той, що сурмить у ріг». Чоловік Вани. Ороме був останнім з Валар, хто в Передначальну Епоху покинув Середзем'я, щоб оселитися в Амані. Але і після цього він об'їжджав Середзем'я на своєму гігантському скакуні Нахарі, полюючи поплічників Мелькора. Під час однієї з таких поїздок на березі озера Куівіенен, він виявив ельфів, яких повів потім в Аман. Звук його рога Валароми, як свідчить «Валаквента», подібний до світанку або блискавки. На квенья Ороме зветься також Алдарон («Владика дерев»), на синдарині — Таурон («Владика лісів») за свою любов до лісів і дерев. На синдарині Ороме звучить як Арау, на вестроні — Бема.

#### Намо
Суддя мертвих, відомий також як Мандос, за назвою місця його проживання (Чертоги Мандоса) в Валінорі. Мандос, що розташований на Заході Валінору, є місцем, куди вирушають душі (феар) убитих ельфів, померлих чи вбитих людей і гномів. Брат Ірмо.

#### Ірмо
Владика видінь і мрій, відомий також як Лоріена, за назвою місця його проживання (Сади Лоріена) в Валінорі, а це найпрекрасніші місця в Арді, де знаходиться безліч духів. Брат Мандоса.

#### Тулкас
Найсильніший, але в той же час не наймогутніший з Валар. Чоловік Несс. Звичайний настрій Тулкаса — веселощі. Його прізвисько — Астальдо Доблесний. Він прийшов в Арду останнім — допомогти Валар в першій битві з Мелькор. Йому подобається боротьба та інші змагання в силі, він не їздить верхи, бо і так може обігнати будь-яку живу істоту, яка користується ногами.
На честь Тулкаса в 2008 році був названий вид ящірок

### Володарки Валіер

#### Варда Елентарі
Варда Елентарі (Varda Elentári), Елберет, Гілтоніель — та, що творить зірки, дружина Манве. Їх покої розташовані на Ойолоссі, вершині Танікветіль, найвищих з гір землі. З усіх Великих, ельфи найбільше люблять і шанують Варду. (Елентарі означає «королева зірок» мовою квенья, «Елберет» — від «ель» і «бере» — «володарка зірок» мовою синдарин).

#### Яванна Кементарі
Яванна Кементарі (Yavanna Kementári), «Та, що Дарує Плоди» — дружина Ауле. (Кементарі — «володарка землі» на квенья). Вона протегує всьому, що виростає з землі. За значенням серед Королев Валар, Яванна йде слідом за Вардою.

#### Нієнна
Нієнна (Nienna), «Володарка печалі» — сестра Ірмо Лоріена і Намо Мандоса.

#### Есте
Есте (Estë), «Милосердна» — що рятує від ран і печалей, дружина Ірмо.

#### Вайре
Вайре (Vairë), «Ткаля» — та, що увіковічує в своїх гобеленах долі Арди, все, що коли-небудь відбувалося, дружина Намо.

#### Вана
Вана (Vána), «Вічно юна» — дружина Ороме.

#### Несса
Несса (Nessa), «Жвава» — дружина Тулкаса і сестра Ороме. Була видатною танцівницею і вважалася покровителькою танцю у Дітей Ілуватара. Професор англійської літератури в Портлендському державному університеті Марджері Бернс вважала її варіацією способу мисливця-діви і проводила паралелі між образом Несса і велетки Скаді зі скандинавської міфології, теж вийшла заміж за бога.
У «Книзі втрачених переказів» Толкіна батьками Несс і її брата Ороме названі Ауле і Йаванни Палуріен. У доповненнях до «Анналів Валінора» Неса названа дочкою Йаванни (спочатку в «Квенте» Несса названа дочкою Вани, але пізніше це було викреслено Толкіном); як виявилося згодом, Ороме був сином Йаванни, а не Ауле. У «Сільмарилліоні» Ороме і Несса теж названі братом і сестрою, хоча батьки їх вже не вказуються.

## Чорний Ворог Світу
Наймогутнішим з Айнур (і, відповідно, Валар) був Мелькор, брат Манве, більш відомий під ім'ям Моргота, даного йому Феанором. Мелькору Еру Ілуватаром були дані великі сили і знання. Ними він не поступався нікому з інших Валар. Однак він протиставив волі Ілуватара свою, за що і не зважає інших Валар.